# ياسمين الميمني
ياسمين محمد الميمني هي أول امرأة من المملكة العربية السعودية تُصبح رائدة طيران في المجال التجاري. استلمت رخصة الطيار التجاري من إدارة الطيران الفيدرالية في عام 2013، ثم حولتها إلى رخصة الهيئة العامة للطيران المدني (GACA) وأصبحت أول رائدة طيران تجاري في عام 2019. وكانت أول رحلة رسمية لها في 9 يونيو 2019 مع نسما للطيران.

## بداياتها
حصلت ياسمين الميمني على رخصة طيار خاص في عام 2010 من RJAA في الأردن. عندما قدمت هذا الترخيص في المملكة العربية السعودية، تم رفضه بسبب عدم استيفاء الشروط في السعودية. أكملت دراستها في الولايات المتحدة وبعد أن سجلت 300 ساعة من التدريب على الطيران، حصلت على ترخيص طيار تجاري في 13 مايو 2013. ثُم عادت إلى المملكة العربية السعودية وحولت ترخيصها للرخصة الصادرة عن هيئة الطيران السعودية. خلال السنوات القليلة التي تلتها، بحثت ياسمين الميمني عن وظيفة طيار تجاري في المملكة العربية السعودية، لكن تم رفضها بسبب كونها امرأة.

## تقدمها
في عام 2018، أعلنت المملكة العربية السعودية عن تغيير السياسة المتعلقة بقطاع الطيران من خلال توظيف النساء للعمل كطاقم مقصورة والسماح بتسجيل النساء في مدارس الطيران. لأول مرة، تم منح النساء السعوديات الفرصة ليصبحوا طيارين مُشاركين.
بعد فترة وجيزة، عندما أعلنت نسما للطيران عن نيتها لتوظيف الطيارين المشاركين، تقدمت ياسمين الميمني بطلب مع أكثر من 50 مرشحًا. في النهاية، كانت هي من بين الـ 11 التي تم اختيارها وخضعت لأربعة مراحل تدريب إلزامية. بدأ الإجراء بالتدريب الأرضي في كلية الأمير سلطان لعلوم الطيران، ثم يليه التدريب على طائرة ذات مُحركات متعددة. بعد ذلك، خضع المجندون الجدد للتدريب الأرضي في حائل على طيارة إيه تي آر 72 في مركز نسما للتدريب على الطيران، وأخيراً اختتموا برنامج التدريب بمحاكاة على ATR 72-600 في جاكرتا ومدريد.

## أول رحلة طيران
في يونيو 2019، أعلنت الهيئة العامة للطيران المدني ياسمين الميمني كأول طيارة تطير لشركة طيران تجارية. تمت أول رحلة رسمية لها كطيارة تجارية في 9 يونيو 2013 بين مطار حائل الإقليمي ومطار الأمير نايف بن عبد العزيز الدولي في القصيم وبين مطار حائل الإقليمي ومطار الأمير سلطان بن عبد العزيز الدولي في تبوك.
وتلقت العديد من رسائل التهنئة ومنها رسالة تهنئة من قبل الأميرة ريما بنت بندر آل سعود. أول سفيرة سعودية للولايات المُتحدة الأمريكية.